# 广东药科大学附属第一医院
广东药科大学附属第一医院，暨广东药科大学第一臨床醫學院，原為广州铁路中心医院，成立于1950年10月12日，是一所具医疗、教学等各種功能的综合性医院，等級為三級甲等。本院设有两个院区（农林院区、共和院区）和健康管理中心、宝岗两个分门诊部。

## 历史沿革[1]
- 1950年10月12日，衡阳铁路管理局广州分局医院正式成立，院址位于广州市光孝路[2]。
- 1954年，衡阳铁路管理局广州分局医院搬迁至农林下路，并更名为“广州铁路中心医院”[3]。
- 1993年，广州铁路中心医院被评为“三级甲等医院”[3]。
- 2004年，广州铁路中心医院整建制移交广东药学院，并更名为“广东药学院附属第一医院”[4][5]。
- 2006年3月7日，广东药学院附属第一医院新大门落成[6]。
- 2008年，与广东药学院临床医学院合并统一。
- 2015年9月30日，广东药学院附属第一医院农林院区肿瘤科新病房楼（9号楼）正式开业[7]。
- 2016年3月28日，因广东药学院更名为广东药科大学[8]，广东药学院附属第一医院更名为“广东药科大学附属第一医院”[9][10]。
- 2023年11月14日，广东药科大学附属第一医院农林院区扩建工程正式开工[11][12]。
- 2025年1月，因医院扩建工程建设需要，广东药科大学附属第一医院农林院区门诊主体业务及健康体检业务搬迁至农林下路40号广州王府井百货大楼[13]。

### 臨床醫學院[14]
- 1979年10月，广东医药学院临床教学部成立。
- 1980年，本科临床医学专业开办。
- 1983年，临床医学系成立。
- 2005年6月，临床医学院成立。
- 2008年9月，与广东药学院附属第一医院合并统一。

## 医教信息[1][14]
- 职工：1231人
  - 卫生专业技术人员：977人
  - 副高级职称以上：176人
- 本科專業：1個（臨床醫學）
  - 專業方向：3個
- 碩士專業：1個（內科學）
- 在校生：1100餘人
- 教授
  - 正高职称：32人
  - 副高职称：122人
  - 博士学位：11人
  - 硕士学位：44人

## 科室設置

### 農林門診[15]
- 普通内科
- 普通外科
- 妇产科
- 儿科
- 中医科
- 中医正骨科
- 眼科
- 耳鼻喉科
- 感染科（包括肝炎门诊、肠道门诊和结核病门诊等）
- 口腔科
- 皮肤科
- 心理咨询科
- 干部保健科
- 理疗按摩和针灸

### 共和門診[16]
- 内科
- 外科
- 妇产科
- 儿科
- 中医科
- 中医正骨科
- 眼科
- 耳鼻喉科
- 感染科
- 口腔科
- 皮肤科
- 心理咨询科
- 干部保健科
- 儿童保健科
- 社区家庭病床
- 针灸理疗按摩

## 交通

### 共和門診
地鐵：   
- 地鐵一號線楊箕站

巴士：   
- 梅花村站：63、106、129、243、299、502、541、548、551、813、夜9
- 達道路站：40、44、183、222、225、811、813

### 農林門診
地鐵：   
- 地鐵一號線東山口站

巴士：   
- 农林下路站（廣藥附一）：16路、63、112、192、223、247、285、287、517、535、542、夜36